# Дания на «Евровидении-2013»
Дания принимала участие в конкурсе песни Евровидение 2013 в Мальмё, Швеция. Датский участник был выбран через национальный финал Dansk Melodi Grand Prix, организованный Danmarks Radio (DR). Эммили де Форест представляла Данию с песней «Only Teardrops». Дания вышла из первого полуфинала в финал, где одержала победу, набрав 281 очко.

## Dansk Melodi Grand Prix 2013
На следующий день после проведения финала конкурса песни Евровидение 2012, то есть 15 мая, DR подтвердил своё участие в предстоящем конкурсе.
По результатам суперфинала Dansk Melodi Grand Prix Эммили де Форест набрала 26 баллов, заняла 1-е место и стала представителем Дании на Евровидении 2013.
| Место | Исполнитель               | Песня                          | Баллы |
| ----- | ------------------------- | ------------------------------ | ----- |
| 1     | Emmelie de Forest         | «Only teardrops»               | 26    |
| 2     | Mohamed Ali               | «Unbreakable»                  | 19    |
| 3     | Simone                    | «Stay awake»                   | 15    |
| —     | Frederikke                | «Jeg har hele tiden vidst det» | —     |
| —     | Brinck                    | «Human»                        | —     |
| —     | Kate Hall                 | «I’m not alone»                | —     |
| —     | Louise Dubiel             | «Rejs dig op»                  | —     |
| —     | Daze                      | «We own the universe»          | —     |
| —     | Jack Rowan feat. Sam Gray | «Invincible»                   | —     |
| —     | Albin                     | «Beautiful to me»              | —     |

## На конкурсе Евровидение
Эммили де Форест называлась главным фаворитом конкурса в букмерских (William Hill, Ladbrokes и другие) прогнозах.
Для обеспечения справедливого распространения билетов в полуфинале «Евровидения» было решено, что Дания будет участвовать в первом полуфинале 14 мая, под номером 5.
В полуфинале Эммили де Форест квалифицировалась в финал, заняв первое место со 167 очками.
В финале Эммили де Форест выступала под номером 18 и заняла первое место с 281 очком, которые ей были даны всеми странами кроме Сан-Марино, в том числе 12 очков от 8-ми стран.
Эммили де Форест выступала босой в сопровождении двух барабанщиков (игравших на малом переносном и большом стационарном барабанах каждый) и флейтиста.
Устроенный в финале длинный белый мост в зале, по которому в начале прошёл парад флагов, а в конце парад команды-победительницы из Дании, в связи с этой победой, стал символически олицетворять передачу эстафеты конкурса из Мальмё в соседний Копенгаген по Эресуннскому мосту.

## Распределение очков

### Полученные Данией голоса
| 12 баллов                                                                        | 10 баллов          | 8 баллов                                             | 7 баллов   | 6 баллов         |
| -------------------------------------------------------------------------------- | ------------------ | ---------------------------------------------------- | ---------- | ---------------- |
| - Австрия - Хорватия - Эстония - Ирландия - Швеция - Нидерланды - Великобритания | - Бельгия - Россия | - Белоруссия - Кипр - Черногория - Сербия - Словения | - Молдавия | - Италия - Литва |
| 5 баллов                                                                         | 4 балла            | 3 балла                                              | 2 балла    | 1 балл           |
|                                                                                  | - Украина          |                                                      |            |                  |

Ноль баллов — нет.
| 12 баллов                                                                                 | 10 баллов                                                                    | 8 баллов                      | 7 баллов                                        | 6 баллов                               |
| ----------------------------------------------------------------------------------------- | ---------------------------------------------------------------------------- | ----------------------------- | ----------------------------------------------- | -------------------------------------- |
| - Македония - Франция - Исландия - Ирландия - Италия - Сербия - Словения - Великобритания | - Бельгия - Хорватия - Германия - Венгрия - Черногория - Швеция - Нидерланды | - Эстония - Израиль - Испания | - Кипр - Финляндия - Грузия - Греция - Норвегия | - Латвия - Мальта - Молдавия - Румыния |
| 5 баллов                                                                                  | 4 балла                                                                      | 3 балла                       | 2 балла                                         | 1 балл                                 |
| - Австрия - Азербайджан - Украина                                                         | - Армения - Россия                                                           | - Швейцария                   | - Болгария - Литва                              | - Албания - Белоруссия                 |

Ноль баллов —  Сан-Марино.